# 金久保芽衣
金久保 芽衣（かなくぼ めい、1996年3月26日 - ）は、日本の女優、タレント、競馬予想家である。
茨城県出身。愛称はぼんぼん。株式会社ジャストプロ所属後、新会社 株式会社KAMPAIに所属。夫は陸上長距離選手の下田裕太で、好きなタイプは足が速い人。
netkeibaにて「競馬で泣かないための教科書」と題し予想を販売している。「目指せ重賞クイーン！」がキャッチコピーで、現在の年間重賞回収率は129%と高い回収率と的中率を誇る。

## 来歴
2016年に『SoftBank Presents NEXTSTAR GIRLS AUDITION』のグランプリを受賞。初仕事は事務所の先輩にあたる松山ケンイチのインタビューだった。
2021年8月1日、6年間所属したホリプロデジタルエンターテインメントを退所し、ジャストプロへ移籍。
2022年12月、人狼が強いディベート女子として出演した『佐久間宣行のNOBROCK TV』「口喧嘩オーディション」で話題になる。
2023年、テレビ東京『ゴッドタン』「第二の松丸オーディション」に出演。収録までの2日間で過去放送分80本を観たことを明かし、バラエティー番組への出演が急増した。
2023年4月、「ロードモバイルポーカー女子対抗戦」にて1位を獲得し、新宿駅前に大型看板が飾られた。
2023年9月、『週刊プレイボーイ』で初のソログラビアを披露。
2023年10月26日、陸上長距離選手の下田裕太と前年に結婚していたことを自身のSNSを通じて発表した。
2024年4月1日、結婚式を挙げたことを報告。あわせて、株式会社KAMPAIに所属することを発表し、「とても信頼と尊敬をしているメンバーでのスタートで、今からドキドキしています」とコメントした。
2024年、ダンカン主演の映画『遺品整理〜広島屋』のヒロイン役に公開オーディションで選ばれ、出演した。
2025年8月7日、同年7月25日に第1子を出産したことを報告した。妊娠の発覚と同時に入院するなどトラブルが多く、妊娠の発表は控えて出産後のタイミングでの報告となった。妊娠後期に妊娠糖尿病、分娩時には大量出血、重度妊娠高血圧腎症、24時間陣痛の末の緊急帝王切開など、トラブル続きの出産だったことを明らかにしている。

## 人物
愛称は「ぼんぼん」。アシスタントMCを担当していたLINE LIVE番組『NEXTSTAR』の番組内で、視聴者のコメントの中から番組MCの島田秀平と板野友美により決定され定着した。
挨拶は「せーのっ！ぼーん！」「対よろです〜！」
大の漫画好きで月に10万円以上課金している事を明らかにし、2023年にはピッコマアンバサダーに就任した。
ゲーム、麻雀、陸上競技、ポーカーが趣味でWGP POKER 最強女子決定戦では4位、趣味でポーカーディーラーもやっている。
東京マラソンでサブ4を目指しているが落選続きで走れていない事を報告している。

## 出演

### テレビ
- Cheeky's a GoGo!（2023年2月16日、BSよしもと）
- ゴッドタン 第二の松丸オーディション（2023年4月2日、4月22日、テレビ東京）
- さらばニューヨークのアヤツリ・スクワッド（2023年、全4回、テレビ東京）
- SHOW激！今夜もドル箱（2023年5月30日、9月12日、2024年10月8日、テレビ東京）
- SHOW激！今夜もドル箱 年末1時間SP（2023年12月26日、2024年12月24日、テレビ東京）
- よじごじDays（2023年6月8日、テレビ東京）
- BOOKSTAND.TV（2023年7月7日、7月14日）
- 新婚さんいらっしゃい!・アスリーツSP1時間拡大版（2024年5月5日、朝日放送テレビ）[17]
- アントニーのALL-IN（2023年8月4日、2024年6月28日、InterFM897）

### ドラマ
- ドラマミステリーズ 〜カリスマ書店員が選ぶ珠玉の一冊〜（2017年、フジテレビ）[18]
- スキマTIMES（2018年4月3日・17日、RKB毎日放送）
- 月曜プレミア8 再雇用警察官（2020年5月11日、テレビ東京） - 三島里奈 役

### 映画
- 紙の上で踊る（2015年）
- 恋愛依存症の女（2017年12月4日 - 6日） - アリス 役
- アンナとアンリの影送り（2018年3月16日公開） - パンクな娘 役
- Last Lover（2019年8月10日・11日《新潟先行公開》[19]・2020年1月31日《テアトル新宿》[20]）
- 遺品整理〜広島屋〜（2023年公開予定《広島先行公開》-ヒロイン）[21][22][23][24]

### 広告
- 永谷園×VELL『茶づけスタンプコンテスト』PR映像（2017年）
- NEXT STAR『ツインテール女子オーディション』カバーガール（2017年）
- KIREIMO 『100%girls!!』就任（2018年 - ）
- Google CM『気になる、見つかる。ドア篇』（2023年4月 - ）[25]
- 週刊プレイボーイ『初ソログラビア』（2023年9月）

### イベント
- 関西コレクション 2016S/S（2016年2月28日、京セラドーム大阪）
- 新春ふれあい将棋フェア（2018年1月4日・5日・7日、JOYFUL-2）
- アルティメット人狼9（2018年3月25日、新宿FACE）
- 東京ガールズコレクション2018 S/S（2018年3月31日、横浜アリーナ）
- アルティメット人狼10（2019年5月26日、ヒューリックホール東京）

### インターネット番組
- LINELIVEスペシャル番組「Super Xmas」（2016年12月22日、LINE LIVE）
- NEXT STAR（2016年 - 、LINE LIVE）
- ダービースタリオン ダビマスガール〜試練の1500時間～（2017年3月30日- ニコニコ生放送）
- アルティメット人狼ch（2017年-、ニコニコ生放送）
- 田村淳のシャカリキ！シャドウバース（2018年4月14日 - 、AbemaTV・ウルトラゲームス）
- NormCore アニメ主題歌『傷だらけの僕らリリース記念特番』MC（2018年4月18日、ニコニコ生放送）

### ミュージック・ビデオ
- BASEBALL☆GIRLS『片道キャッチボール』（2013年）
- Towa『素直になりたくて』（2015年）
- CASPA『ユニコーンにのって』（2017年）
- みるきーうぇい『地獄で会いたい』（2017年）[26]
- 秒針『いつでも』（2018年）
- コバソロ『背中合わせfeat. 安果音』（2018年）

### 舞台
- 昭和歌謡コメディ「〜築地 ソバ屋 笑福寺〜」（2014年3月19日 - 23日、ブディストホール）
- ザ東京マルガンvol.8 「ナースより愛を込めて」（2015年4月16日 - 19日、シアターグリーン BOX in BOX THEATER）
- ○組「大きな虹のあとで〜不動四兄弟〜」（2015年10月11日 - 12日、新宿村LIVE） 百合役
- 演劇ユニット『爆走おとな小学生』第一回課外授業「私私私立下等高等学校〜3年1組異常科専攻〜」（2015年12月10日 - 13日、池袋 GEKIBA） 白鳥役
- 演劇ユニット『爆走おとな小学生』第二回課外授業「転校生革命」（2016年7月26日 - 31日、シアターKASSAI） 寧々役
- ○組「大きな虹のあとで〜不動四兄弟〜」（2016年10月18日 - 23日、シアターKASSAI） 百合役
- 演劇ユニット『爆走おとな小学生』第三回全校集会「初等教育ロイヤル」(2016年11月23日 - 27日、新宿村LIVE) 伊藤さん役
- UZR第三回本公演「彼は誰時の桜」（2019年3月29日 - 4月7日、サンモールスタジオ）
- 「海を視る、」（2019年8月20日 - 23日、文化シヤッターBXホール）[27]